# Regensburg
Regensburg ( în franceză: Ratisbonne, în italiană, spaniolă, catalană și portugheză: Ratisbona) este un oraș din regiunea administrativă (Regierungsbezirk) Palatinatul Superior, landul Bavaria, Germania, situat pe Dunăre. Constituie un district urban.
Partea orașului situată la sud de Dunăre a avut în epoca romană numele Castrum Regina (castrul de pe râul Regen - de unde și numele orașului). Dunărea era în acel timp granița de nord a Imperiului Roman, fapt pentru care partea de pe malul nordic al Dunării nu a făcut parte din imperiu.
Centrul istoric vechi și ostrovul Stadtamhof au fost înscrise în 2006 pe lista patrimoniului cultural mondial UNESCO.
Domul din Regensburg este un monument reprezentativ al arhitecturii gotice din Bavaria. Primăria veche a găzduit, pe timpul Sfântului Imperiu Roman, ședințele Dietei Imperiale.

## Personalități
- Astronomul Johannes Kepler a murit în Regensburg la 15 noiembrie 1630.
- Profesorul Joseph Ratzinger (papa Benedict al XVI-lea) a predat teologia la Regensburg din 1969 până în 1977;
- Kenan Yıldız (n. 2005), fotbalist, născut aici.

## Orașe înfrățite
- Clermont-Ferrand, Franța
- Aberdeen, Scoția
- Plzen, Republica Cehă
- Bressanone, Italia
- Tempe, Statele Unite ale Americii
- Odesa, Ucraina